# Банківський акт 1844 року
Банківський акт 1844 року (англ. Bank Charter Act 1844, також відомий як Банківський акт Роберта Піля) — акт парламенту Великої Британії, прийнятий за часів врядування Роберта Піля, який обмежив діяльність емісійних банків і фактично передав повноваження з емісії фунта стерлінгів Банку Англії.
До 1844 року в Лондоні та у 60 милях навколо Лондона тільки один акціонерний банк, Банк Англії, мав право випуску банкнот. Таким самим правом володіли й приватні банки з числом пайщиків не більше шести, але вони не займались емісійною діяльністю. Поза районом у 60 миль навколо Лондона емісією могли займатись як приватні, так і акціонерні банки. До 1844 року обсяг випуску банкнот не обмежувався.
Банківським актом Роберта Піля започаткування нових емісійних банків цілком заборонялось. Чинні емісійні банки у провінції могли продовжувати випуск банкнот тільки у розмірі 8 648 853 фунтів стерлінгів. За Банком Англії зберігались майже всі його привілеї: він залишався монопольним банком в Лондоні й у 60 милях навколо Лондона, але в його організації було здійснено суттєві зміни. Банк Англії було розділено на два департаменти, одним з яких був емісійний департамент, у ведення якого перейшли функції з емісії банкнот. Йому було передано майже весь запас дорогоцінного металу, що знаходився у банку, й було дозволено випуск банкнот у розмірі 14 мільйонів фунтів стерлінгів. Зі збільшенням або зменшенням резервів Банк Англії мав тією ж мірою скорочувати чи розширювати випуски банкнот.